# Elisa Malesci-Pezzaglia
Elisa Malesci-Pezzaglia (Firenze, 13 dicembre 1847 – Trieste, 22 gennaio 1891) è stata un'attrice teatrale italiana.
Nata nel popolare rione di San Frediano a Firenze col nome di Maria Elisabetta Malesci, iniziò a recitare tra i filodrammatici di Modena insieme alla sorella Maddalena Malesci per giungere a ruoli di prima attrice nelle Compagnie Teobaldo Ciconi e Tommaso Massa nel 1868. Continuò con la Compagnia di Michele Ferrante e Celestina Jacchi-Bracci. Lavorando nella Compagnia di Achille Dondini, conobbe il primo attor giovane Angelo Pezzaglia, con cui si sposò nel 1877, aggiungendo da quel momento al proprio il suo cognome. In seguito Angelo Pezzaglia, diventato capocomico, la inserì stabilmente nella propria Compagnia come seconda donna e caratterista, ruoli che mantenne fino alla fine. La coppia ebbe due figli, che nacquero in luoghi diversi, in Emilia e in Sicilia, secondo gli spostamenti della Compagnia, che la Malesci-Pezzaglia seguiva sempre, pur se in stato interessante, lavorando anche in condizioni precarie. Entrambi i figli morirono ancora bambini. E fu durante una serie di rappresentazioni date a Trieste che la Malesci-Pezzaglia morì per un attacco acuto di diabete a 43 anni. Nell'occasione tutti i teatri della città restarono chiusi e ai suoi solenni funerali parteciparono tutte le Compagnie presenti in zona.
La fonte più informata su Elisa Malesci-Pezzaglia è l'Archivio Pezzaglia-Greco, riconosciuto dallo Stato come "Archivio di interesse storico particolarmente importante".